# 2968 Ілля
2968 Ілля (лат. Iliya) — астероїд, що відноситься до групи астероїдів, що перетинає орбіту Марса. Відкритий 1978 року Миколою Черних у Кримській астрофізичній обсерваторії та названий на честь билинного богатиря Іллі Муромця.

## Назва
Астероїд був відкритий 31 серпня 1978 року Миколою Черних у Кримській астрофізичній обсерваторії в Научному. Отримав тимчасове позначення 1978 QJ. Потім отримав постійну назву на честь билинного богатиря Іллі Муромця, захисника руської землі, мощі якого знаходяться в Києво-печерській лаврі.